# Alberto Suppici
Alberto Horacio Suppici (Colonia del Sacramento, 1898. november 20. – Montevideo, 1981. június 26.) világbajnok uruguayi labdarúgóedző.
Két időszakban is irányította a nemzeti válogatottat. Először 1928 és 1932, második alkalommal pedig 1935 és 1941 között.
Suppici volt a szövetségi kapitánya annak az uruguayi válogatottnak, amelyik 1930-ban, a futballtörténelem során első alkalommal nyerte meg a labdarúgó-világbajnokságot.

## Sikerei. díjai

### Edzőként
Uruguay
- Világbajnok (1): 1930
- Dél-amerikai ezüstérmes (1): 1939

## Külső hivatkozások
- Adatok a transfermarkt honlapján